# Tomasz Kamiński (polityk)
Tomasz Artur Kamiński (ur. 27 października 1979 w Rzeszowie) – polski polityk i samorządowiec, poseł na Sejm VI i VII kadencji.

## Życiorys
Ukończył studia na Wydziale Socjologii Uniwersytetu Rzeszowskiego.
W 1997 wstąpił do Socjaldemokracji Rzeczypospolitej Polskiej, a w 1999 został członkiem Sojuszu Lewicy Demokratycznej. W 2002 i 2006 był wybierany do rzeszowskiej rady miejskiej, początkowo z ramienia SLD, następnie z listy KWW Tadeusza Ferenca Rozwój Rzeszowa. W 2007 objął funkcję przewodniczącego podkarpackiej rady wojewódzkiej SLD.
W wyborach parlamentarnych w 2007 uzyskał mandat poselski. Kandydując w okręgu rzeszowskim z listy Lewicy i Demokratów, otrzymał 15 200 głosów. W 2008 zasiadł w klubie Lewica (w 2010 przemianowanym na KP SLD). W 2009 został jego wiceprzewodniczącym. W wyborach w 2011 z powodzeniem ubiegał się o reelekcję, dostał 8410 głosów. W wyborach do Parlamentu Europejskiego w 2014 startował z listy koalicji SLD-UP w okręgu nr 9 w Rzeszowie i nie uzyskał mandatu eurodeputowanego, zdobywając 10 039 głosów. W wyborach w 2015 bezskutecznie ponownie kandydował do Sejmu. W 2018 ponownie uzyskał mandat radnego miejskiego. Nie utrzymał go natomiast w 2024.

## Wyniki wyborcze
| Wybory | Komitet wyborczy | Komitet wyborczy                          | Organ                | Okręg | Wynik          |
| ------ | ---------------- | ----------------------------------------- | -------------------- | ----- | -------------- |
| 2002   |                  | Sojusz Lewicy Demokratycznej – Unia Pracy | Rada Miasta Rzeszowa | nr 1  | 460 (3,67%)    |
| 2006   |                  | KWW Tadeusza Ferenca Rozwój Rzeszowa      | Rada Miasta Rzeszowa | nr 1  | 2356 (13,68%)  |
| 2007   |                  | Lewica i Demokraci                        | Sejm RP              | nr 23 | 15 200 (3,09%) |
| 2011   |                  | Sojusz Lewicy Demokratycznej              | Sejm RP              | nr 23 | 8410 (1,84%)   |
| 2014   |                  | Sojusz Lewicy Demokratycznej – Unia Pracy | Parlament Europejski | nr 9  | 10 039 (2,52%) |
| 2015   |                  | Zjednoczona Lewica                        | Sejm RP              | nr 23 | 11 157 (2,20%) |
| 2018   |                  | KWW Rozwój Rzeszowa Tadeusza Ferenca      | Rada Miasta Rzeszowa | nr 1  | 2023 (9,27%)   |
| 2018   |                  | KWW Konrada Fijołka Rozwój Rzeszowa       | Rada Miasta Rzeszowa | nr 1  | 763 (3,59%)    |

## Życie prywatne
Od 2011 żonaty z Anną.